# ハッピーマン (競走馬)
ハッピーマン（欧字名: Happy Man、2022年2月16日 - ) は、日本の競走馬。主な勝ち鞍に2024年の兵庫ジュニアグランプリ。
馬名の由来は、曲名より。

## 経歴

### 2歳（2024年）
2024年6月15日、京都競馬場5Rの2歳新馬戦（ダート1200m）で、坂井瑠星を背にデビュー。中団のインから徐々に位置を押し上げ、直線で抜け出して初勝利を収めた。9月28日のヤマボウシ賞は新馬戦で負かしたアメリカンビキニの逃げ切りを許し、4着。
11月21日、重賞初挑戦として兵庫ジュニアグランプリに出走。道中は6番手で脚をため、直線で一気に抜け出して重賞初優勝を飾った。

### 3歳（2025年）
3歳初戦は海外遠征として、2月22日にサウジアラビア・キングアブドゥルアジーズ競馬場で行われるサウジダービー（G3）に登録し、招待を受けたことからこれを受諾。ライアン・ムーアとのコンビで臨むことになったが、渡航直前の栗東での検疫期間中となる同月12日、サウジダービー出走を断念し、同月26日のヒヤシンスステークス（リステッド競走）に出走予定を変更することとなった。出走断念の理由は主催者（サウジアラビアジョッキークラブ）側の動画確認による歩様チェックに引っ掛かったことによるもので、主催者側の獣医師が検疫中の歩様を動画で確認のうえ、AIアプリにより解析したところ「後肢に差がある」点が指摘されたことによるもので、管理する寺島調教師は「前肢でなくて後肢ですからね。運動、調教と乗った感じでも違和感があるわけではないので戸惑いました。実際に、調教も普通にこなせています。それも伝えましたが、渡航しても同じ判断となる可能性が高いとのことだったので断念しました」と出走断念の理由を語った。

## 競走成績
以下の内容は、JBISサーチおよびnetkeiba.comに基づく。
| 競走日     | 競馬場 | 競走名         | 格    | 距離（馬場）  | 頭 数 | 枠 番 | 馬 番 | オッズ （人気） | 着順 | タイム （上り3F） | 着差 | 騎手      | 斤量 [kg] | 1着馬（2着馬）         | 馬体重 [kg] |
| ---------- | ------ | -------------- | ----- | ------------- | ----- | ----- | ----- | --------------- | ---- | ----------------- | ---- | --------- | --------- | ---------------------- | ----------- |
| 2024.06.15 | 京都   | 2歳新馬        |       | ダ1200m（良） | 10    | 7     | 8     | 003.80（2人）   | 01着 | R1:13.4（36.8）   | -0.5 | 0坂井瑠星 | 55        | （アメリカンビキニ）   | 456         |
| 0000.09.28 | 中京   | ヤマボウシ賞   | 1勝   | ダ1400m（良） | 10    | 8     | 10    | 003.80（3人）   | 04着 | R1:24.2（36.3）   | -0.6 | 0坂井瑠星 | 55        | アメリカンビキニ       | 458         |
| 0000.11.21 | 園田   | 兵庫ジュニアGP | JpnII | ダ1400m（良） | 12    | 6     | 7     | 002.60（1人）   | 01着 | R1:29.7（38.1）   | -0.2 | 0坂井瑠星 | 56        | （コパノヴィンセント） | 460         |
| 0000.12.11 | 川崎   | 全日本2歳優駿  | JpnI  | ダ1600m（良） | 11    | 6     | 7     | 008.30（3人）   | 02着 | R1:42.6（40.4）   | -0.2 | 0坂井瑠星 | 56        | ミリアッドラヴ         | 454         |
| 2025.02.23 | 東京   | ヒヤシンスS    | L     | ダ1600m（良） | 10    | 1     | 1     | 025.70（8人）   | 09着 | R1:39.0（36.3）   | -1.4 | 0藤岡佑介 | 58        | ルクソールカフェ       | 470         |
| 0000.03.26 | 大井   | 京浜盃         | JpnII | ダ1700m（良） | 14    | 7     | 11    | 004.80（2人）   | 08着 | R1:48.6（40.4）   | -3.1 | 0坂井瑠星 | 56        | ナチュラルライズ       | 460         |
| 0000.05.01 | 園田   | 兵庫CS         | JpnII | ダ1400m（良） | 12    | 5     | 6     | 006.40（4人）   | 02着 | R1:28.2（37.6）   | -0.3 | 0坂井瑠星 | 57        | マテンロウコマンド     | 462         |

- 競走成績は2025年5月1日現在

## 血統表
| ハッピーマンの血統               | ハッピーマンの血統                    | ハッピーマンの血統                    | （血統表の出典）                      | （血統表の出典）    |
| 父系                             | プローディット系/ヒムヤー系           | プローディット系/ヒムヤー系           | プローディット系/ヒムヤー系           | [ § 2 ]             |
| 父 *ダノンレジェンド 2010 黒鹿毛 | 父の父Macho Uno 1998 芦毛             | Holy Bull                             | Great Above                           | Great Above         |
| 父 *ダノンレジェンド 2010 黒鹿毛 | 父の父Macho Uno 1998 芦毛             | Holy Bull                             | Sharon Brown                          |                     |
| 父 *ダノンレジェンド 2010 黒鹿毛 | 父の父Macho Uno 1998 芦毛             | Primal Force                          | Blushing Groom                        | Blushing Groom      |
| 父 *ダノンレジェンド 2010 黒鹿毛 | 父の父Macho Uno 1998 芦毛             | Primal Force                          | Prime Prospect                        |                     |
| 父 *ダノンレジェンド 2010 黒鹿毛 | 父の母*マイグッドネス 2005 黒鹿毛     | Storm Cat                             | Storm Bird                            | Storm Bird          |
| 父 *ダノンレジェンド 2010 黒鹿毛 | 父の母*マイグッドネス 2005 黒鹿毛     | Storm Cat                             | Terlingua                             |                     |
| 父 *ダノンレジェンド 2010 黒鹿毛 | 父の母*マイグッドネス 2005 黒鹿毛     | Caressing                             | Honour and Glory                      | Honour and Glory    |
| 父 *ダノンレジェンド 2010 黒鹿毛 | 父の母*マイグッドネス 2005 黒鹿毛     | Caressing                             | Lovin Touch                           |                     |
| 母 ベルミュール 2010 鹿毛        | 母の父キングカメハメハ 2001 鹿毛      | Kingmambo                             | Mr. Prospector                        | Mr. Prospector      |
| 母 ベルミュール 2010 鹿毛        | 母の父キングカメハメハ 2001 鹿毛      | Kingmambo                             | Miesque                               |                     |
| 母 ベルミュール 2010 鹿毛        | 母の父キングカメハメハ 2001 鹿毛      | *マンファス                           | *ラストタイクーン                     | *ラストタイクーン   |
| 母 ベルミュール 2010 鹿毛        | 母の父キングカメハメハ 2001 鹿毛      | *マンファス                           | Pilot Bird                            |                     |
| 母 ベルミュール 2010 鹿毛        | 母の母ショウナンタレント 2004 鹿毛    | アグネスタキオン                      | *サンデーサイレンス                   | *サンデーサイレンス |
| 母 ベルミュール 2010 鹿毛        | 母の母ショウナンタレント 2004 鹿毛    | アグネスタキオン                      | アグネスフローラ                      |                     |
| 母 ベルミュール 2010 鹿毛        | 母の母ショウナンタレント 2004 鹿毛    | *シャンラン                           | Great Commotion                       | Great Commotion     |
| 母 ベルミュール 2010 鹿毛        | 母の母ショウナンタレント 2004 鹿毛    | *シャンラン                           | Down the Line                         |                     |
| 母系(F-No.)                      | (FN:11-d)                             | (FN:11-d)                             | (FN:11-d)                             | [ § 3 ]             |
| 5代内の近親交配                  | Mr. Prospector：M4×S5、Nureyev：M5×M5 | Mr. Prospector：M4×S5、Nureyev：M5×M5 | Mr. Prospector：M4×S5、Nureyev：M5×M5 |                     |
| 出典                             | 1. 2. 3.                              | 1. 2. 3.                              | 1. 2. 3.                              | 1. 2. 3.            |

- 祖母ショウナンタレントは2007年のフラワーカップ勝ち馬。その半弟に2008年の共同通信杯勝ち馬のショウナンアルバがいる。